# Maaya Sakamoto
Maaya Sakamoto (坂本 真綾?, Sakamoto Maaya; Tokyo, 31 marzo 1980) è un'attrice, doppiatrice e cantante giapponese.

Firma di Maaya Sakamoto

Debutta nel 1992 con il ruolo di Chifuru nell'anime Little Twins, ma è interpretando il personaggio di Hitomi Kanzaki nel popolare anime I cieli di Escaflowne del 1996 che diviene una delle più celebri seiyū (attrici vocali) giapponesi. Ha lavorato in numerose opere celebri, sia animate fra cui Black Butler, Evangelion, Gundam, .hack, Kanon, Record of Lodoss War e molte altre, sia videogiochi, in particolare per la serie Final Fantasy.
Nel primo Seiyu Awards, è stata nominata come "Miglior personaggio femminile" per il ruolo di Haruhi Fujioka di Ouran High School Host Club e "Miglior singolo" per Loop, ending di Tsubasa Chronicle.
Parallelamente alla attività di doppiatrice, Maaya Sakamoto porta avanti anche una carriera da cantante J-pop molto apprezzata soprattutto dal pubblico vicino al mondo dei cartoni animati. Ha inoltre una rubrica mensile nella rivista Newtype chiamata Sakamoto Maaya no manpukuron (坂本真綾の満腹論? "Teorie sulla soddisfazione di Maaya Sakamoto").

## Biografia
Nata a Tokyo nel 1980, Sakamoto cresce in una famiglia composta dai genitori e dal fratello maggiore. Si laurea in sociologia all'Università Toyo nel 2002. Ha fatto parte del duo di seiyū Whoops!! con Chieko Higuchi. Il 31 marzo 2010, nel giorno del suo trentesimo compleanno, ha tenuto un concerto presso il Nippon Budōkan. È sposata con il suo collega doppiatore Ken'ichi Suzumura.

## Collaborazioni
Maaya Sakamoto ha svariate collaborazioni ricorrenti nella sua carriera, la più importante e prolifica delle quali è quella con la compositrice Yōko Kanno, partita dal singolo di debutto Yakusoku wa iranai, usato come sigla dell'anime I cieli di Escaflowne, e arrivata al suo massimo con l'album Shōnen Alice interamente composto da Kanno.
Fra le numerose canzoni di Kanno cantate da Sakamoto si segnalano Gravity, Tell Me What The Rain Knows e Cloud 9 per Wolf's Rain, Hemisphere, Tune the Rainbow e The Garden of Everything (in duetto con Steve Conte) per RahXephon, Triangler per Macross Frontier, e cream (in duetto con Hide) per Ghost in the Shell: Stand Alone Complex.

## Doppiaggio

### Recitazione vocale (opere giapponesi)

#### Anime

##### Film d'animazione
- .hack//G.U. - Aura
- Bright: Samurai Soul - Chihaya
- Capitan Harlock - Nami
- Gekijōban Cardcaptor Sakura: Fūin sareta card - The Hope
- Clover - Sū
- Escaflowne - The Movie - Hitomi Kanzaki
- Rebuild of Evangelion
  - Evangelion: 2.0 You Can (Not) Advance - Mari Illustrious Makinami
  - Evangelion: 3.0 You Can (Not) Redo - Mari Illustrious Makinami
  - Evangelion: 3.0+1.0 Thrice Upon a Time - Mari Illustrious Makinami
- Final Fantasy VII: Advent Children - Aerith Gainsborough
- Fullmetal Alchemist - La sacra stella di Milos - Julia Crichton
- Ghost in the Shell
  - Ghost in the Shell - Motoko Kusanagi (bambina)
  - Innocence - Motoko Kusanagi (bambina)
- Il Signore degli Anelli - La guerra dei Rohirrim - Éowyn
- Kara no kyōkai serie - Shiki Ryōgi
- Ken il guerriero - La leggenda di Raoul - Lin
- Pretty Cure All Stars F - Prim / Cure Supreme
- Look Back - donna del manga 4-koma
- RahXephon: Pluralitas Concentio - Haruka Mishima, Reika Kamina
- Tsubasa Chronicle - Il film: la Principessa del Paese delle Gabbie per Uccelli - Principessa Tomoyo
- Sword of the Stranger - Hagihime
- xxxHOLiC - Il film: sogno di una notte di mezza estate - Principessa Tomoyo
- Tekken: Blood Vengeance - Ling Xiaoyu

##### ONA
- Chocolate Underground - Carol Hunter
- Super Ladri - Kasey Anne

##### OVA
- .hack//Gift - Aura, Molti
- Code Geass: Akito the Exiled - Leila Malkal
- El Hazard: The Magnificent World - Qawoor Towles
- Hellsing Ultimate - Rip van Winkle
- I Cavalieri dello zodiaco - Saint Seiya
  - Hades – Elisio - Pandora
  - Hades – Inferno  - Pandora
  - Hades – Santuario - Pandora
- Tsubasa Shunraiki - Principessa Tomoyo
- Little Twins - Chifuru
- Ken il guerriero - La leggenda di Toki - Lin
- Kemono to chat - Chacha Kenomoto
- Kita e. Pure Session - Tanya Lipinsky
- Mobile Suit Gundam
  - SEED Destiny Final Plus: The Chosen Future - Lunamaria Hawke
  - SEED Destiny Special Edition - Lunamaria Hawke
- Nasu: Suitcase no Wataridori - Hikaru Toyoki
- Punta al Top 2! Diebuster - Lal'C

##### Serie TV
- .hack
  - Legend of the Twilight - Aura
  - SIGN - Aura
- Arakawa Under the Bridge - Nino
- Birdy the Mighty Decode - Sayaka Nakasugi
- Black Jack - Yuko Mizuhashi
- Bamboo Blade - Rin Suzuki
- Barom One - Noriko Kido
- Binbō Shimai Monogatari - Kyō Yamada
- Black Butler, Black Butler II - Ciel Phantomhive
- Canaan - Alphard
- Cobra the Animation - Secret
- Cowboy Bebop - Stella
- Cutie Honey Universe - Honey Kisaragi / Cutie Honey
- Death Note - Kiyomi Takada
- D.Gray-man - Lou Fa
- El Hazard: The Alternative World - Qawoor Towles
- Fantastic Children - Mel
- Fantasmi a scuola - Miyuki Watanabe
- Fate/Apocrypha - Giovanna d'Arco e Laeticia
- Geneshaft - Beatrice Ratio
- Ghost in the Shell
  - Stand Alone Complex - Motoko Kusanagi (bambina)
  - Arise: Alternative Architecture - Motoko Kusanagi
- Gunslinger Girl -Il Teatrino- - Elizaveta
- Heat Guy J - Hime
- I cieli di Escaflowne - Hitomi Kanzaki
- Il piano nella foresta - Reiko
- L'Immortale - Machi
- Kanon - Mishio Amano
- King of Bandit Jing - Mimosa
- Kokoro Toshokan - June, Shuri
- Made in Abyss - Lyza
- Macross Frontier - Mei Ranshe
- Medarot - Karin
- Mobile Suit Gundam SEED Destiny - Lunamaria Hawke, Mayu Asuka
- Mushishi - Amane
- Naruto, Naruto: Shippūden - Matsuri
- Nightwalker: The Midnight Detective - Riho Yamazaki
- Omishi Magical Theater: Risky Safety - Moe Katsuragi
- Ouran High School Host Club - Haruhi Fujioka
- Petite Princess Yucie - Aries
- RahXephon - Reika Mishima
- Ranking of Kings - specchio magico
- Record of Lodoss War: Chronicles of the Heroic Knight - Leaf
- Re:Zero - Starting Life in Another World - Echidna
- Sands of Destruction - Morte Āshera
- Star Driver: kagayaki no takuto - Sarina Endō
- Soul Eater - Crona
- Takane no Jitensha - Takane
- Tekken: Bloodline - Ling Xiaoyu
- Temi d'amore - Natsumi Kugayama
- The Tatami Galaxy - Akashi
- Tsubasa Chronicle - Principessa Tomoyo
- Trigun Stampede - Rem Saverem
- Wolf's Rain - Hamona
- Yojōhan Shinwa Taikei - Akashi

#### Drama CD
- All Around TYPE-MOON - Shiki Ryōgi
- I cieli di Escaflowne - Hitomi Kanzaki
- Kiss - Kae Kogawa
- Matsuri Special - Matsuri Hanyū
- Mobile Suit Gundam Seed Suit CD vol.6 "Shinn Asuka×Destiny Gundam" - Lunamaria Hawke
- Ouran High School Host Club - Haruhi Fujioka

#### Videogiochi
- .hack//Infection - Aura, Natsume
- .hack//Mutation - Natsume
- .hack//Quarantine - Aura, Natsume
- .hack//G.U. Vol. 3//Redemption - Natsume, Aura
- 428: Shibuya Scramble - Alphard
- Ar tonelico Qoga: Knell of Ar Ciel - Tilia
- Armored Core 4 - Fiona Jarnefeldt
- Arslan: The Warriors of Legend - Farangis
- ASH: Archaic Sealed Heat - Emu
- Black Rock Shooter: The Game - Black Rock Shooter, White Rock Shooter
- BlazBlue: Cross Tag Battle - Aigis
- Bujingai: Swordmaster - Yohfa
- Dancing Blade 2 ~Tears of Eden~ - Suzuna
- Danganronpa V3: Killing Harmony - Maki Harukawa
- Dead or Alive
  - Dimensions - Lisa Hamilton/La Mariposa
  - Paradise - Lisa Hamilton/La Mariposa
  - Xtreme 2 - Lisa Hamilton/La Mariposa
  - Xtreme Beach Volleyball - Lisa Hamilton/La Mariposa
  - 4 - Lisa Hamilton/La Mariposa
  - 5 - Lisa Hamilton/La Mariposa
  - 5 Plus - Lisa Hamilton/La Mariposa
  - 5 Ultimate - Lisa Hamilton/La Mariposa
  - 5 Last Round - Lisa Hamilton/La Mariposa
  - 6 - Lisa Hamilton/La Mariposa
- Death Stranding - Mama
- Dengen Tenshi Shangri-la - Mirin
- Devicereign - Shione Yūnagi
- Digimon Story: Cyber Sleuth - Kyoko Kuremi
- Digimon Story: Cyber Sleuth - Hacker's Memory - Kyoko Kuremi
- Dragon Slayer Jr: Romancia - Serina Leby Laura
- Dynasty Warriors: Gundam 2 - Lunamaria Hawke
- Dynasty Warriors: Gundam 3 - Lunamaria Hawke
- Etrian Odyssey Nexus - Persephone
- Fantastic Fortune - Mei Fujiwara
- Fate
  - EXTRA - Shiki Ryougi
  - hollow ataraxia - Ruler/Jeanne d'Arc
  - Grand Order - Ruler/Jeanne d'Arc, Rider/Alexander, Leonardo da Vinci, Shiki Ryougi
  - Extella: The Umbral Star - Ruler/Jeanne d'Arc
  - Extella Link - Ruler/Jeanne d'Arc
  - Samurai Remnant - Lancer/Jeanne d'Arc Alter
- Final Fantasy
  - Crisis Core: Final Fantasy VII - Aerith Gainsborough
  - Crisis Core: Final Fantasy VII Reunion - Aerith Gainsborough
  - Crystal Chronicles Remastered - Hana Kohl
  - Dissidia 012 Final Fantasy - Lightning Farron, Aerith Gainsborough
  - Dissidia Final Fantasy NT - Lightning Farron
  - Dissidia Final Fantasy: Opera Omnia - Lightning Farron, Aerith Gainsborough
  - VII: Ever Crisis - Aerith Gainsborough
  - VII Remake - Aerith Gainsborough
  - VII Rebirth - Aerith Gainsborough
  - XIII - Lightning Farron
  - XIII-2 - Lightning Farron
  - XIII Lightning Returns - Lightning Farron
  - Type-0 - Diva
  - World of Final Fantasy - Lightning Farron
- Fire Emblem Heroes come Erinys
- Fullmetal Alchemist 3: Kami o tsugu shōjo - Sophie Bergmann
- God Eater
- God Eater - Alisa Ilynichina Amiella
- 2: Rage Burst - Alisa Ilynichina Amiella
- Goddess of Victory: Nikke - Mari Illustrious Makinami
- Giga Wing - Aisha
- Granblue Fantasy - Arulumaya, Olivia
- I Cavalieri dello zodiaco: Hades - Pandora
- I cieli di Escaflowne - Hitomi Kanzaki
- Itadaki Street: Dragon Quest and Final Fantasy 30th Anniversary - Lightning Farron
- Jeanne d'Arc - Jeanne d'Arc
- Kanon (visual novel) - Mishio Amano
- Kingdom Hearts
  - Kingdom Hearts - Aerith Gainsborough
  - II - Aerith Gainsborough
  - III - Aerith Gainsborough
- Kita e. ~White Illumination~ - Tanya Lipinsky
- Kita e. Photo Memories - Tanya Lipinsky
- Kōyasai - Risa Hashinoto
- Little Lovers - Yui
- Little Lovers - 2nd - - Yui
- Mahoroba Stories - Suzu
- Melty Blood: Actress Again - Shiki Ryōgi
- Million Arthur: Arcana Blood - Clone Scathach
- Missing Blue - Siena Areel
- Mobile Suit Gundam SEED: Alliance vs. Z.A.F.T. - Lunamaria Hawke
- Mobile Suit Gundam SEED Battle Destiny - Lunamaria Hawke
- Napple Tale - Poach, Arsia
- Okaeri!~Yūnagiiro no Koimonogatari~ - Nagisa Shinohara
- Ouran High School Host Club - Haruhi Fujioka
- Panzer Dragoon Saga - Azel
- Panzer Dragoon Orta - Azel
- Persona
  - 3 - Aigis
  - 3 FES - Aigis
  - 3 Portable - Aigis
  - 4 Arena - Aigis
  - 4 Arena Ultimax - Aigis
  - Q: Shadow of the Labyrinth - Aigis
  -  3: Dancing in Moonlight - Aigis
  - Q2: New Cinema Labyrinth - Aigis
  - 3 Reload - Aigis
- Project X Zone - Ling Xiaoyu, Alisa Ilynichina Amiella, Aura
- Project X Zone 2 - Ling Xiaoyu, Alisa Ilynichina Amiella
- Project Zero: Maiden of Black Water - Rui Kugamiya
- RahXephon Sokyu Gensokyoku - Reika Mishima
- Resident Evil 6 - Sherry Birkin
- Rune Factory 2: A Fantasy Harvest Moon - Kyle
- Saint Seiya: Brave Soldiers - Pandora
- Saint Seiya: Soldiers' Soul - Pandora
- Sands of Destruction - Morte Āshera
- Sengoku Basara 4 - Ii Naotora
- Sengoku Basara: The Legend of Sanada Yukimura - Ii Naotora
- Shin Megami Tensei: Strange Journey Redux - Zelenin
- SINoALICE - Ciel Phantomhive
- Sonic the Hedgehog - Principessa Elise
- Soul Eater: Battle Resonance - Crona
- Suikoden: Tierkreis - Marica
- Super Robot Wars Z - Lunamaria Hawke
- Super Robot Wars Z2: Destruction Chapter - Lunamaria Hawke
- Super Robot Wars Z2: Rebirth Chapter - Lunamaria Hawke
- Super Robot Wars Z3: Hell Chapter - Mari Illustrious Makinami
- Super Robot Wars Z3: Heaven Chapter - Lunamaria Hawke, Lal'C Mellk Mal, Mari Illustrious Makinami
- Super Robot Wars V - Lunamaria Hawke, Mari Illustrious Makinami
- Tail Concerto - Principessa Terria
- Tales of Xillia - Agria
- Tales of the Rays - Agria, Alisa Ilinichina Amiella
- Tekken
  - Tag Tournament 2 - Ling Xiaoyu
  - 7 - Ling Xiaoyu
  - 8 - Ling Xiaoyu
- The 3rd Birthday - Aya Brea
- The King of Fighters: All Star - Ling Xiaoyu, Merlin
- Visions of Mana - Lyza
- White Knight Chronicles - Principessa Cisna
- Yakuza Kiwami - Yumi Sawamura
- Zero Escape: Zero Time Dilemma - Mira

#### DVD
- Panda de Mafumafu - narratrice

### Doppiaggio (opere straniere)
- Alla ricerca della Valle Incantata
  - Alla ricerca della Valle Incantata - Cera
  - 2 - Le avventure della grande vallata - Cera
- Barbie Fairytopia - Barbie
- Brandy & Mr. Whiskers - Brandy Harrington
- Brilliant Legacy - Go Eun Sung
- Casper - Katt (versione TV)
- Doctor Who - Rose Tyler
- Dark Angel - Max
- Fantastici Quattro - Susan Storm
- Flight 29 Down - Taylor Hagan
- Glee - Rachel Berry
- Grey's Anatomy - Bonnie (terza stagione)
- High School Musical - Taylor McKessie
- Jumong - Lady Soseono
- Jurassic Park - Lex Murphy
- Mr. Magorium e la bottega delle meraviglie - Molly
- Paris, je t'aime - Francine (versione DVD)
- Piranha 3D - Kelly Driscoll
- Prince of Persia - Le sabbie del tempo - Principessa Tamina
- Romeo + Giulietta di William Shakespeare - Giulietta
- The Clone Wars - Padmé Amidala
- Terminator 3 - Le macchine ribelli - Kate Brewster
- Trappola sulle Montagne Rocciose - Sarah Ryback

## Discografia

### Album
- 1997: Grapefruit
- 1998: Dive
- 2001: Lucy
- 2003: Shōnen Alice
- 2005: Yūnagi Loop
- 2009: Kazeyomi
- 2011: You Can't Catch Me
- 2013: Singer Songwriter (シンガーソングライター?, Shingā Songuraitā)
- 2015: Follow Me Up (FOLLOW ME UP?)
- 2019: Ima dake no ongaku (今日だけの音楽?)

### EP
- 2001: Easy Listening (イージーリスニング?, Ījī Risuningu)
- 2007: 30 minutes night flight (30minutes night flight?)
- 2011: Driving in the silence (Driving in the silence?)
- 2021: Duest (Duets?)

### Raccolte
- 1999: Single Collection+ Hotchpotch
- 2003: Single Collection+ Nikopachi
- 2010: Everywhere
- 2012: Single Collection+ Mitsubachi (シングルコレクション+ ミツバチ?)
- 2020: Single Collection+ Achikochi (シングルコレクション+ アチコチ?)